# Liste der Biografien/Thob
Liste der Biografien |
Portal Biografien |
Personensuche
# |
A |
B |
C |
D |
E |
F |
G |
H |
I |
J |
K |
L |
M |
N |
O |
P |
Q |
R |
S |
T |
U |
V |
W |
X |
Y |
Z |
?
 
Ta |
Tc |
Te |
Tf |
Tg |
Th |
Ti |
Tj |
Tk |
Tl |
Tm |
To |
Tq |
Tr |
Ts |
Tu |
Tv |
Tw |
Tx |
Ty |
Tz
 
Tha |
The |
Thi |
Thj |
Thn |
Tho |
Thr |
Thu |
Thw |
Thy
 
Thoa |
Thob |
Thod |
Thoe |
Thof |
Thog |
Thoh |
Thoi |
Thok |
Thol |
Thom |
Thon |
Thoo |
Thop |
Thor |
Thos |
Thot |
Thou |
Thov |
Thow |
Thoz
Die Liste der Biografien führt alle Personen auf, die in der deutschsprachigen Wikipedia einen Artikel haben. Dieses ist eine Teilliste mit 9 Einträgen von Personen, deren Namen mit den Buchstaben „Thob“ beginnt.

## Thob

### Thobe
- Thobejane, Mabi (1947–2021), südafrikanischer Schlagzeuger und Perkussionist
- Thobela, Dingaan (1966–2024), südafrikanischer Boxer
- Thoben, Christa (* 1941), deutsche Politikerin (CDU), MdLChrista Thoben (* 1941)

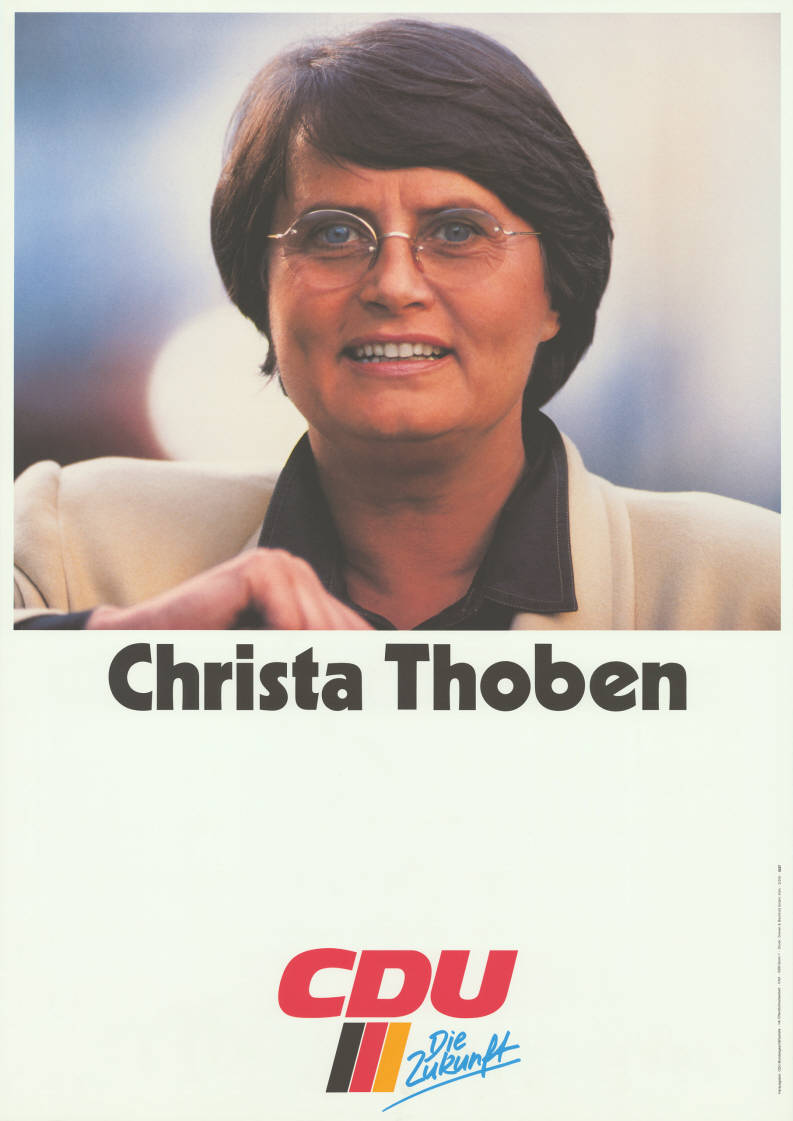
Christa Thoben (* 1941)

- Thoben, Jens (* 1976), deutscher Klarinettist
- Thoben, Robert (* 1963), deutscher Fußballspieler

### Thobi
- Thobi, Nizza (* 1947), israelisch-deutsche Sängerin

### Thobo
- Thobois, Etienne (* 1967), französischer Badmintonspieler

### Thobu
- Thoburn, William (1906–1997), kanadischer Ruderer

### Thoby
- Thoby-Marcelin, Philippe (1904–1975), haitianischer Schriftsteller, Journalist und Politiker